# Festival Filmer le travail
Le Festival Filmer le travail se déroule chaque année à Poitiers.
Le festival est organisé par l’association Filmer le travail, en partenariat avec l’université de Poitiers, l’Espace Mendès France de Poitiers et l’Association Régionale pour l’Amélioration des Conditions de Travail (ARACT Nouvelle-Aquitaine), et en collaboration avec la région Poitou-Charentes à ses débuts puis la région Nouvelle-Aquitaine et la Ville de Poitiers.
Il est fondé en 2009 par Jean-Paul Gehin, sociologue du travail, Didier Moreau, directeur de l’espace Mendès-France et Patrick Sagory, directeur de l’Aract à Poitiers.
L'ambition du festival est de donner à voir le travail autrement, en proposant des points de vue différents sur le travail et ses mutations, de façon à documenter et alimenter le débat sur les conditions d'exécution du travail.
Le festival programme à la fois des créations cinématographiques et des documentaires. Il présente également les recherches récentes des sciences sociales sur le travail.
Maïté Peltier, ancienne élève de la Fémis, est depuis 2012 la directrice artistique et déléguée générale du festival.
Le Festival bénéficie de nombreux soutiens dont ceux du Ministère du Travail et de l'Emploi, du Ministère de la Culture, de l'I.N.A., et du parrainage de l'Organisation Internationale du Travail (O.I.T.) depuis sa cinquième édition en 2014.

## L'association
L’association organise également tout au long de l'année des diffusions destinées aux publics lycéens, étudiants et apprentis (séances scolaires). Elle est à l'origine de la création de la revue Images du travail, travail des images en février 2016.

## Édition 2009
La première édition du festival s’est déroulée du 3 au 8 novembre 2009.

### Palmarès

#### Compétition Internationale
- Grand Prix du festival "Filmer le Travail" - Remis par la Région Poitou-Charentes : Pour le meilleur et pour l'oignon réalisé par Sani Elhadj Magori  (Documentaire - France / Niger - 2008 - 52 min -  Adalios Production).
- Prix du public - Remis par la Ville de Poitiers : La mise à mort du travail une trilogie réalisée par Jean-Robert Viallet  (Documentaires - France - 2009 - 193 min -  Yami 2 - France 2).
- Prix de la Restitution du travail contemporain - Remis par le réseau ANACT : On n'est pas des machines réalisé par Sophie Averty et Nelly Richardeau ( Documentaire - France - 2008 - 60 min- Z'AZIMUT Films).
- Prix de la création - Remis par les Écrans du Social : Les petites mains réalisé par Edie Laconi ( Documentaire - France - 2009 - 56 min  - Iskra).
- Prix de la valorisation de la recherche - Remis par l'Université de Poitiers : Cheminots réalisé par Luc Joulé et Sébastien Jousse  (Documentaire - France - 2009 - 80 min  - COPSI vidéo).

#### Concours de scénarios
- Le projet de film Merceron SCOP SA de Gabrielle Gerll et Romain Lardot, qui sera produit par Maud Martin (L'image d'après) a été primé.
- Mention spéciale honorifique au projet Nosotros del Bauen de Didier Zyserman et Jérémie Reichenbach, produit par Dynamo Production.

## Édition 2011
La deuxième édition a été organisée du 28 janvier au 6 février 2011.

### Palmarès

#### Compétition internationale
- Grand Prix du festival "Filmer le Travail" - Remis par la Région Poitou-Charentes : "Charcoal Burners" réalisé par Piotr Zlotorowicz (Documentaire – Pologne - 2010 - 15 min - Polish National Film School)
- Prix spécial du public - Décerné par le jury amateur en tenant compte des votes du public - Remis par la Ville de Poitiers : "Arena Mexico" réalisé par Anne-Lise Michoud (Documentaire - France - 2009 - 59 min - Imagine).
- Prix “Restitution du travail contemporain” - Remis par le Ministère du Travail, de l’Emploi et de la Santé : " Vous êtes servis" réalisé par Jorge Léon (Documentaire - Belgique - 2010 - 60 min - Derives).
- Prix “Valorisation de la recherche” - Remis par le Président de l’Université de Poitiers : "Les chemins de la recherche" réalisé par Rafaele Layani (Documentaire - France - 2010 - 44 min - Autoproduction).
- Mention spéciale du jury : "Les hommes debout" réalisé par Jérémy Gravayat (Documentaire - France - 2010 - 75 min - Les Inattendus).

#### Concours de scénarios
Le Prix du Fonds pour l’Amélioration des Conditions de Travail (FACT)-  Décerné par le jury du concours de scénarios - Remis par le directeur du Fonds pour l’Amélioration des Conditions de Travail : "Le goût du sel" réalisé par Ndèye Souna Dieye coproduction Franco-sénégalaise : ZARADOC FILMS et LES FILMS DE L’ATELIER

#### Concours “Filme ton travail!
- Prix du jury Filme ton travail !: "I prefer not to" réalisé par Hélèna Fin.
- Prix du public Filme ton travail ! : "Sur la touche" réalisé par Jérémie Bretin.
- Prix Mediapart : "L’intérimaire" réalisé par Vincent Croguennec. Le prix Mediapart a été délivrer par un jury composé de cinq journalistes Mediapart et de cinq abonnés à Mediapart.

## Édition 2012
La troisième édition s’est déroulée du 3 au 12 février 2012.

### Palmarès

#### Compétition internationale
- Grand Prix du festival "Filmer le Travail" - Remis par la Région Poitou-Charentes : "Les Conti, gonflés à bloc" réalisé par Philippe Clatot (Documentaire – France - 2010 - 130 min - Les Filmeurs Production )
- Prix spécial du public - Décerné par le jury amateur en tenant compte des votes du public - Remis par la Ville de Poitiers : "Entrée du personnel" réalisé par Manuela Frésil (Documentaire - France - 2011 - 59 min20 - Ad libitum).
- Prix “Restitution du travail contemporain” - Remis par le Ministère du Travail, de l’Emploi et de la Santé : "Scuola" réalisé par Marco Santarelli (Documentaire - Italie - 2011 - 77 min - Ottofilmaker).
- Prix “Valorisation de la recherche” - Remis par l’Université de Poitiers : " Le jardin des merveilles" réalisé par Anush Hamzehian (Documentaire - France - 2011 - 52 min - Point du Jour).
- Mention spéciale du jury : "La gueule de l'emploi" réalisé par Didier Cros (Documentaire - France - 2011 - 93 min - Zadig Productions).

#### Concours “Filme ton travail!"
- Prix du jury Filme ton travail ! : Mon train-train sur fond rouge réalisé par JI Qiaowei et CHEN Wenwen.
- Prix du public Filme ton travail ! : Rien à foutre réalisé par Nina Faure.
- Mention spéciale du jury : Entre nous réalisé par  Hervé Drézen.

## Édition 2013
La quatrième édition s’est déroulée du 8 au 17 février 2013.

### Palmarès

#### Compétition internationale
- Grand Prix du festival "Filmer le travail" - Remis par la Région Poitou-Charentes : "Mille et une traites" réalisé par Jean-Jacques Rault (Documentaire - France - 2012 - 50 min - Z’azimut films).
- Prix spécial du public - Décerné par le jury amateur en tenant compte des votes du public - Remis par la ville de Poitiers : "L’âge adulte" réalisé par Eve Duchemin (Documentaire - Belgique/France - 2011 - 56 min - Les films du Grain de Sable et Eklektik productions).
- Prix "Restitution du travail contemporain" - Remis par le Ministère du Travail, de l'Emploi et de la Santé : "Signer la vie" réalisé par Céline Thiou (Documentaire - France - 2011 - 53 min - Mitiki).
- Prix "Valorisation de la recherche" - Remis par l'Université de Poitiers : "Sous surveillance" réalisé par Didier Cros (Documentaire - France - 2010 - 65 min - Ladybirds Films).
- Mention spéciale du jury - "Dusty Night" réalisé par Ali Hazara (Documentaire - France - 2011 - 20 min - Ateliers Varan).
- Prix des lycéens - "Burn out" réalisé par Émilie de Monsabert (Fiction - France / Argentine - 2012 - 15 min - Fundación Universitaria del Cine).

#### Concours "Filme ton travail!"
- Prix du jury Filme ton travail ! - "Et voilà le travail" réalisé par David Bernagout.
- Prix du public Filme ton travail ! - "Le premier jour" réalisé par Jean-Paul Julliand.
- Prix France Télévision Poitou-Charentes des internautes - "Lo estipulado" réalisé par K. Prada et J. Prada

## Édition 2014
La cinquième édition s'est déroulée du 7 au 16 février 2014.

### Palmarès

#### Compétition internationale
- Grand Prix du festival "Filmer le travail" - Remis par la Région Poitou-Charentes : "Sobre las brasas" réalisé par Mary Jimenez et Bénédicte Liénard (Documentaire - Belgique/Pérou - 2013 - 85 min - Tarantula).
- Prix spécial du public - Décerné par le jury amateur en tenant compte des votes du public - Remis par la ville de Poitiers : "Mon grand-père lançait des couteaux" réalisé par Odile Magniez et Isabelle Taveneau (Documentaire - France - 2013 - 52 min - Réel Factory).
- Prix "Restitution du travail contemporain" - Remis par le Ministère du Travail, de l'Emploi et de la Santé : "Dayana Mini Market" réalisé par Floriane Devigne (Documentaire - France - 2012 - 56 min - Sister Productions).
- Prix "Valorisation de la recherche" - Remis par l'Université de Poitiers : "Je préfère ne pas penser à demain" réalisé par Nathalie Joyeux (Documentaire - France - 2013 - 79 min - Parfums d’Italie).
- Mention spéciale du jury - "Braddock America" réalisé par Jean-Loïc Portron et Gabriella Kessler (Documentaire - France - 2013 – 101 min - Program 33
- Prix des lycéens - "The journey" réalisé par Hana Makki (Fiction - Émirats arabes unis - 2012 - 14 min - Brandmoxie).

#### Concours "Filme ton travail!"
- Prix du jury Filme ton travail ! - "Rue du loup" réalisé par Pouyaud Charlotte (France - 2013 - 7 min).
- Prix du public Filme ton travail ! - "L’homme de la rue du soleil d’or" réalisé par Dany Spianti (France - 2013 - 13 min).
- Prix France Télévision Poitou-Charentes des internautes - "Le refrain du travail" réalisé par Bonhème Jean (France - 2013 - 3 min)

## Édition 2015
La cinquième édition s'est déroulée du 6 au 15 février 2015.

### Palmarès

#### Compétition internationale
- Grand Prix du festival "Filmer le travail" - Remis par la Région Poitou-Charentes : "My name is Salt" réalisé par  Farida Pacha (Documentaire - Suisse/Inde - 2013 - 92 min -  Leafbird  Films).
- Prix spécial du public - Décerné par le jury amateur en tenant compte des votes du public - Remis par la ville de Poitiers : "Garçon Boucher" réalisé par Florian Geyer (Documentaire - France - 2013 - 52 min -  Quark productions).
- Prix "Restitution du travail contemporain" - Remis par le Ministère du Travail, de l'Emploi et de la Santé : "The Empire of shame" réalisé par Li-Gyeong Hong (Documentaire - Corée du sud - 2013 - 92 min -  Purn  Production).
- Prix "Valorisation de la recherche" - Remis par l'Université de Poitiers : "El Gort" réalisé par Hamza Ouni (Documentaire - Tunisie - 2013 - 87 min -  Mhamdia  Productions).
- Mention spéciale du jury - "Vous qui gardez un cœur qui bat" réalisé par Antoine Chaudagne et Sylvain Verdet (Documentaire - France - 2014 - 44 min - Kazak  Productions).
- Prix des lycéens - "Le COD et le Coquelicot" réalisé par Cécile Rouss et Jeanne Paturle (Animation - France - 2013 - 24 min - Les Films d ’ici).

#### Concours "Filme ton travail!"
- Prix du jury Filme ton travail ! - "Pas de bol" réalisé par Noel Lambert et Leon Widelin (France - 2014 – 11 min).
- Prix du public Filme ton travail ! - "Agnès Roze" réalisé par Thomas Rault (France - 2014 - 3 min).
- Prix France Télévision Poitou-Charentes des internautes - "Jeux de mains, jeux de vilains" réalisé par Boris Szames (France - 2014 - 10 min)
- Mention spécial du jury - "Je m’appelle Rahmouna" réalisé par Rahmouna Touati et Fanny Vandecandelaere (France - 2014 - 10 min)

## Édition 2016
La huitième édition s'est déroulée du 29 janvier au 7 février 2016.

### Palmarès

#### Compétition internationale
- Prix du jury : Respire, des Salariés d'Etudes et des Chantiers
- Prix du public : Anay ny Ialana de Fifaliane Nanatenaiana, Madagascar

## Édition 2017
La huitième édition s'est déroulée du 10 au 19 février 2017.

### Palmarès

#### Compétition internationale
- Grand prix Filmer le Travail : Hotline, de Silvina Landsmann,
- Prix spécial du public : Rough stage, de Toomas Järvet
- Mention spéciale du jury : La colère dans le vent, d’Amina Weira
- Prix Restitution du travail contemporain : Chacun sa bonne, de Maher Abi Samra
- Prix Valorisation de la recherche : Les ramasseurs d’herbes marines, film russe de Maria Murashova

## Édition 2018
La neuvième édition s'est déroulée du 2 au 11 février 2018.

### Palmarès

#### Compétition internationale
- Grand prix Filmer le travail :  We the Workers de Wenhai Huang
- Mention spéciale du jury : Girasoles de Nicaragua de Florence Jaugey
- Prix spécial du public :  Maman colonelle du réalisateur congolais Dieudonné Hamadi.

## Édition 2019
La dixième édition s'est déroulée du 8 au 17 février 2019.

### Palmarès

#### Compétition internationale
- Grand prix Filmer le travail : O processo de Maria Augusta Ramos ;
- Prix spécial du public : La Voie normale de Erige Sehiri ;
- Mention spéciale du jury de la ville : Sisyphe de Driss Aroussi ;
- Prix des détenus du centre pénitentiaire de Poitiers-Vivonne : Les Petits Outils d’Emmanuel Piton ;
- Prix des lycéens et des apprentis : Le Marcheur de Frédéric Hainaut ;
- Mention spéciale du jury 1 : Yellow line de Simon Rouby ;
- Mention spéciale du jury 2 : D’ici là de Matthieu Dibelius ;
- Prix valorisation de la recherche : Minatomachi de Kazuhiro Soda ;
- Prix restitution du travail contemporain : De Cendres et de braises de Manon Ott.

#### Concours "Filme ton travail!"
- Prix France Télévision des internautes : Ma nuit de Florentine Kehm ;
- Prix du public : La machine à café de Nels Def ;
- Prix du jury : Ma nuit de Florentine Kehm.

## Édition 2020
La onzième édition s'est déroulée du 7 au 16 février 2020 autour d'une thématique centrale : les femmes au travail.

### Palmarès
Le jury de la compétition internationale a attribué le Grand prix Filmer le travail, le prix Restitution du travail contemporain et le prix Valorisation de la recherche », à l’ensemble des films sélectionnés.
- Prix de l'appel à films documentaires : Une Partie en Cours de Jean-Philippe Rimbaud
- Prix des lycéens et des apprentis : Coleum de Coralie Seignard
- Prix des détenus du centre pénitentiaire de Poitiers-Vivonne : Le Jardin de Frédérique Menant
- Prix spécial du public : En attendant le Carnaval de Marcelo Gomes

## Édition 2021
La douzième édition s'est déroulé du 19 au 28 février 2021 autour de la thématique centrale et transversale de l'éducation. Cette édition s'est tenu exceptionnellement en ligne,.

### Palmarès
- Grand prix Filmer le travail : El año del descubrimiento de Luis López Carrasco
- Prix Restitution du travail contemporain : La casa dell’amore de Luca Ferri
- Prix Valorisation de la recherche : Clean with me (after dark) de Gabrielle Stemmer
- Mention spéciale du jury professionnel : Trouble Sleep de Alain Kassanda et Le Kiosque de Alexandra Pianelli
- Prix spécial du public (remis par le jury de la Ville de Poitiers) : Makongo d'Elvis Sabin Ngaïbino
- Mention spéciale du jury de la Ville de Poitiers : El año del descubrimiento de Luis López Carrasco
- Prix du public : En formation de Julien Meunier et Sébastien Magnier
- Prix des Lycéens et Apprentis : Das Spiel de Roman Hodel
- Prix des détenus du centre pénitentiaire de Poitiers-Vivonne : Das Spiel de Roman Hodel
- Lauréat de l'appel à projets de films documentaires : Hacia La Luz de Olivier Péant et François Froget

## Édition 2022
La treizième édition s’est déroulée du 4 au 13 février 2022.

### Palmarès
- Grand prix Filmer le travail : Taming the garden de Salomé Jashi
- Prix Restitution du travail contemporain : L’énergie positive des dieux de Laetitia Mølle
- mention spéciale - Restitution du travail contemporain : Répétitions de Colombe Rubini
- Prix Valorisation de la recherche : In Flow of words de Eliane Esther Bots, décerné par le jury de la compétition internationale
- mention spéciale - Valorisation de la recherche : L'huile et le fer de Pierre Schlesser
- Prix du Partenariat France - Organisation Internationale du Travail (OIT) : Room without a view de Roser Corella
- Prix spécial du public (décerné par le jury de la ville de Poitiers) : Répétitions de Colombe Rubini
- Mention spéciale - Prix spécial du public : Nuisibles de Paolo Jacob
- Prix du public : Répétitions de Colombe Rubini
- Lauréat de l'appel à projets de films documentaires en partenariat avec France 3 Nouvelle-Aquitaine : La vie recommencée de François Perlier
- En raison de la crise sanitaire, le Prix des lycéens et des apprentis ainsi que le Prix des détenu.e.s n’ont pas pu être remis.